# لاكتيفيكين

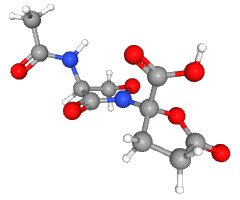
البنية ثلاثية الأبعاد للاكتيفيسين

لاكتيفيسين، هو مضاد حيوي لا يتبع للمضادات الحيوية من زمرة البيتا لاكتام، وهو فعال بشكل كبير ضد مجموعة من الجراثيم إيجابية الجرام وفعال بشكل مُعتدل ضد بعض الأنواع من الجراثيم سلبية الجرام. يرتبط اللاكتيفيسين مع البروتينات الرابطة للبنسلين بشكل مُشابه للمضادات الحيوية من زمرة بيتا لاكتام، وهو أيضًا حساس لأنزيمات بيتا لاكتاماز.
البنية البلورية للاكتيفيسين ترتبط بالبروتين الرابط للبنسلين (PBP)، وتبين كيف يتفاعل مع هدفه. اللاكتيفيسين غير اعتيادي لأنه المركب الطبيعي الوحيد الذي يُحدِث تثبيط لـPBPs بالرغم من عدم احتواءه على بيتا لاكتام. هذه الميزة البنيوية هي مفتاح الفعالية الحيوية لمجموعة من المضادات الحيوية التي تتضمن البنسلينات و السيفالوسبورينات.
اكتُشِف اللاكتيفيسين منذ أكثر من 20 سنة لكنه أُهمِل بسبب فعاليته الضعيفة. العديد من أنواع البكتيريا المقاومة للمضادات الحيوية تُحدث لها طفرات في البروتينات الرابطة للبنسلين.

يحتوي اللاكتيفيسين ومُشتقاته على حلقات مُستقلة من السيكلوسيرين و الغاما لاكتون (إستر حلقي خماسي الغشاء)،بدلا من حلقة البيتا لاكتام، هذا الاختلاف البنيوي يسمح له بالتعرف على البروتينات الرابطة للبنسلين وتثبيطها، وهي التي تكون قد تعرضت للطفرات في البكتيريا المقاومة.

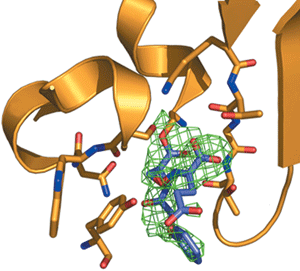
فينوكسي استيل اللاكتيفيسين مرتبط مع البروتين الرابط للبنسلين (كثافة الإلكترونات تظهر باللون الأخضر)

.

## روابط خارجية
- https://pubchem.ncbi.nlm.nih.gov/compound/Lactivicin
- https://www.ebi.ac.uk/chembl/compound_report_card/CHEMBL1909427/